# Mayer Crags
Die Mayer Crags sind schroffe Kliffs in v-förmiger Anordnung an der Dufek-Küste der antarktischen Ross Dependency. Im Königin-Maud-Gebirge erstrecken sie sich über eine Länge von 16 km entlang der Westflanke der Mündung des Liv-Gletschers in das Ross-Schelfeis. Höchste Erhebung ist Mount Koob mit 1601 m.
Das Advisory Committee on Antarctic Names benannte sie 1966 nach Leutnant Robert V. Mayer von der United States Navy, Pilot einer Lockheed C-130 in vier antarktischen Kampagnen, der am 26. Juni 1964 bei einem Evakuierungsflug als Kommandant fungiert hatte.